# Белс
Белс (на английски: Bells) е плажна ивица в австралийския щат Виктория.
Белс се намира на 71 км югозападно от Мелбърн в близост до Великия океански път и градовете Торки и Жан Жук.
Плажът предлага много добри условия за каране на сърф и организиране на състезания в този вид спорт.
На плажа се провеждат състезанията по сърф „Рип Кърл национални серии“ за младежи под 17-годишна възраст и „Белс Бийч Сърф Класик“ (от 1973 г.).
Финалната сцена на филма Point Break, в който става въпрос именно за сърф, е сниман на Белс Бийч.